# Anastase Murekezi
Anastase Murekezi (nacido el 15 de junio de 1952) es un político ruandés, miembro del Partido Social Demócrata, que ocupó el cargo de Primer ministro de Ruanda desde el 24 de julio de 2014 al 30 de agosto de 2017.

En anteriores gobiernos fue ministro de Trabajo, Agricultura, Función Pública y secretario de Estado de Industria. En 2010 abandonó el gobierno tras las denuncias por la oposición por posibles contrataciones ilegales en su ministerio. La investigación descartó cualquier responsabilidad de Murezeki. Antes de su nombramiento como jefe de gobierno tuvo que disculparse públicamente por una carta que escribió en 1973 defendiendo la reducción de la presencia de tutsis en la administración y la educación. En julio de 2014 el presidente Paul Kagame anunció la destitución del gobierno liderado por Pierre Habumuremyi y el nombramiento de Murekezi, sin dar ninguna explicación de los motivos de su decisión.